# Pyrausta diplothaera
Pyrausta diplothaera is een vlinder van de familie van de grasmotten (Crambidae). De wetenschappelijke naam van deze soort is voor het eerst voorgesteld als Phlyctaenia diplothaera door Edward Meyrick in een publicatie uit 1936.
De soort komt voor in Venezuela.